# Книга Иудифи
Книга Иудифи (ивр. יהודית) — книга, входящая в состав Ветхого Завета в православии и католицизме, но отсутствующая в еврейской Библии (Танахе) и не входящая в Ветхий Завет в протестантизме. В Русской православной церкви относится к неканоническим книгам, в католицизме — второканоническим, в иудаизме и протестантизме — апокрифическим. В католицизме признана богодухновенной, в православии — небогодухновенной (но полезной и назидательной).
Описывает историю о спасении прекрасной и благочестивой израильтянкой Иудифью своего отечества от Олоферна, военачальника Навуходоносора.
Книга написана на древрееврейском или арамейском языках, предположительно, во II — I веке до н.э. Славянский и русский Синодальный переводы сделаны с Александрийского кодекса Септуагинты.

## Подлинность и авторство
Подлинность книги и историческая достоверность послужили предметом немалых споров в науке, благодаря значительному количеству исторических, археологических, географических и другого рода важных ошибок, допускаемых в книге. Блаженный Иероним Стридонский относил эту книгу, как и все отсутствующие в еврейском каноне, к апокрифам, но считал её полезной для народа. Однако Блаженный Августин и вся африканская Церковь признавали эту книгу канонической. В целом, однако, каноничность текста многими ставилась под сомнение. В Католической церкви книга именуется второканонической.
Писатель книги неизвестен, хотя некоторыми исследователями называется по имени. Так, по мнению Иеронима, книгу написала сама Иудифь, по другим — автором книги был первосвященник Елиаким, третьи приписывают её Ахиору Аммонитянину, упоминаемому в книге, или Иисусу, сыну Иоседекову, сотоварищу Зоровавеля при возвращении из плена вавилонского, и так далее. Из различных вариантов текста книги наиболее известны: греческий — Семидесяти толковников  (LXX), древние переводы — сирийский и латинский, известный под именем италийского (Vetus Latinus) и Иеронимов в Вульгате, сделанный им (Иеронимом) с утраченного ныне халдейского текста. Первоначальный текст книги был, по мнению авторитетов, написан на древнееврейском языке.
Время написания книги определяется исследователями лишь приблизительно и двояко — в зависимости от того, как для кого разрешается недоумение, вызываемое важнейшей исторической обмолвкой книги, дающей такое или иное освещение всему ходу её повествования: то есть или после возвращения из вавилонского плена (Иудифь, 4:3), и, в таком случае, должно быть вычеркнуто из повести или исправлено имя Навуходоносора, да ещё называемого царем ассирийским, или же — если признавать ненарушаемую силу и правдоподобность последнего, возможно тогда отнести написание книги к допленному времени, и признать в этом случае неуместными указания повествования на позднейшее послепленное время, как вышеприведенное место Иудифи. Какое из этих мнений имеет за себя наиболее веские доводы и должно быть предпочтено, сказать нелегко, как невозможно указать и такого царя, который бы удовлетворял всем до крайности запутанным подробностям изложения дела автором книги.
Более точно время написания книги многие исследователи относят ко временам Маккавейским, а дальнейшую обработку даже и ещё позднее — ко временам первохристианским. Отсюда понятно, почему известность Иудифи в письменных памятниках древности начинается довольно поздно. Филон Александрийский, Иосиф Флавий и другие авторы ветхозаветного времени ничего не говорят об этой книге. Первое упоминание о книге принадлежит Клименту Римскому (в Первом Послании к Коринфянам, гл. 55). Последующие отцы и учители Церкви — Климент Александрийский, Ориген, Тертуллиан, Амвросий Медиоланский, Августин и другие хотя пользуются Книгой Иудифи для целей назидания, но не сообщают никаких известий или преданий об её происхождении.
Что же касается самого события, составляющего содержание книги, то одни видели в нём простую метафору — изображение победы  иудаизма над языческим многобожием. Другие считали историю Иудифи благочестивой поэмой, представляющей смесь действительности и вымысла и написанной с целью подействовать на религиозно-патриотические чувства иудеев. Наконец, третьи соглашаются признать и действительную историчность всего происшествия — однако — не иначе, как под условием изменения в повествовании всех ошибочных имен и неточностей и относя событие ко временам владычества царей сирийских (эпоха Маккавеев).
Вся совокупность и подробности рассказа во всяком случае носят неустранимый отпечаток действительной историчности происшествия, независимо от отдельных неточностей описания. Рассказ сообщает немало драгоценных сведений по истории, географии, хронологии, даёт обстоятельную родословную Иудифи, упоминает о празднике, установленном в память победы этой героини. Наконец, древние иудейские молитвы в первую и вторую субботы праздника Освящения, представляющие сокращённое изложение сущности книги Иудифь, также показывают, что иудеи верили в действительность фактов, в ней переданных. К этому надлежит ещё прибавить существование нескольких древних мидрашей в иудейской традиции, независимо от Книги Иудифь рассказывающих о тех же событиях. Всеобщее предание искони допускало строго исторический характер книги, и никто до Лютера не сомневался в этом.

## Содержание
Книга начинается с описания войны между Персидским царством, возглавляемым Арфаксадом, и Ассирийским царством, возглавляемым Навуходоносором. Навуходоносор объявил войну Арфаксаду и выступил с большим многонациональным войском.  Однако жители некоторых земель не согласились присоединиться к его войску. Навуходоносор весьма разгневался и поклялся отомстить жителям этих земель, которые включали и иудеев. После победы над Арфаксадом, Навуходоносор призвал Олоферна, который был вторым в царстве по нём, и приказал ему готовиться к походу на запад. Также Навуходоносор приказал Олоферну истребить всех богов той земли, чтобы все народы служили одному Навуходоносору. Большинство жителей сдались Олоферну, но жители Иудеи, испугавшись за Иерусалим и Господа Бога своего, начали готовиться к обороне. Великий священник Иоаким написал жителям Ветилуи и Ветомесфема, "чтобы они заняли восходы в нагорную страну, потому что чрез них был вход в Иудею, и легко было им воспрепятствовать приходящим, так как тесен был проход даже для двух человек."
Олоферн созвал совет, пытаясь узнать чем евреи так отличаются от других народов и в чём секрет их успеха, на что Ахиор, предводитель аммонитян сказал, что их благополучие зависит от благочестия и верности своему Богу, и, если Он с ними, то никакая сила не может победить их. Олоферн не поверил ему и повелел связать и оставить у стен Ветилуи, жители которой привели Ахиора в город. Ахиор пересказал разговор с Олоферном, после чего был принят на пир для старейшин, где они "целую ночь призывали Бога Израилева на помощь".
На следующий день Олоферн начал осаду Ветилуи и перекрыл осаждённым все источники воды. Жители требовали от начальника города Озии сдаться, но Озия попросил их ещё 5 дней защищать город и ждать Божественной помощи.
Молодая и благочестивая вдова Иудифь призвала в свой дом Озию и старейшин и осудила их решение искусить Бога. Она сказала, что у неё есть намерение спасти Ветилую от врагов, но она не скажет какое именно, до того как это намерение не свершится, только попросила выпустить её со служанкой из города. Иудифь обращается к Богу с молитвой (глава 9) после чего одевается в роскошную одежду и приукрашивается, чтобы "прельстить глаза мужчин, которые увидят её". Она говорит страже ассирийцев, что расскажет как победить израильтян. Иудифь говорит Олоферну, что израильтяне за свои грехи будут преданы ассирийцам и пообещала провести его через всю нагорную страну до Иерусалима. Олферна очень обрадовали её слова и ему понравилась её красота, он предложил ей свою пищу и вино, но Иудифь, следуя предписаниям закона, ела только то, что принесли с ней. Она осталась в лагере и каждую ночь выходила в долину Ветилуи на молитву.
На 4-й день Олоферн устроил пир и пригласил на него Иудифь, "он сильно желал сойтись с нею и искал случая обольстить её с того самого дня, как увидел её". Иудифь приняла приглашение и на пиру Олоферн выпил вина больше чем когда-либо. Поздним вечером слуги Олоферна удалились, он с Иудифью остался один в шатре. Олоферн от вина "упал на ложе своё" и Иудифь отсекла ему голову мечом. Она, взяв голову Олоферна и занавес со столбов его постели, ушла со служанкой, сказав, что пойдёт, как и раньше, на молитву, после чего вернулась в Ветилую. Она показала горожанам, изумлённым её приходу, голову Олоферна, после чего Ахиор "искренне уверовал в Бога, обрезал крайнюю плоть свою и присоединился к дому Израилеву". Наутро, по совету Иудифи, израильтяне вышли за город, будто готовясь к сражению. Ассирийцы, увидев это, хотели разбудить Олоферна и нашли его тело. В панике, ассирийцы обратились в бегство, а Озия послал в другие города рассказать о совершившемся и собравшееся войско израильтян преследовало ассирийцев аж до того как прошли за Дамаск.
Израильский народ благословлял Иудифь, она спела благодарственную песнь Богу.  В конце книги рассказывается о дальнейшей жизни Иудифи - она не выходила снова замуж, приобрела великую славу и прожила до ста пяти лет.